# 微細胞基地臺
行動通信為有效使用電磁波資源及提高使用效率，必須控制基地臺電磁波發射能量，使每個基地臺的服務範圍，限制在一定範圍內，再由多個基地臺構成行動通信網路系統，由於基地臺服務範圍彼此相鄰緊靠，就好像身體細胞或是蜜蜂窩一般，故稱為微細胞基地臺（Cell Mobile Station）。

## 蜂巢式微細胞基地臺
電磁波雖然無所不在，但適合用於行動通信的電磁波頻段卻很有限，尤其，當某一適用的電磁波頻段經使用後，在其有效服務範圍內，其他人就不可以再使用，否則會產生干擾，因此電磁波是相當稀有的資源；此外，每個電磁波頻段，可以服務的人數是有限的，為有效利用稀有資源，基地臺通常採取較小的發射功率，讓其服務範圍縮小，以方便相同的電磁波頻段，在距離這個基地臺較遠的地方，可以重複使用，以服務更多的人。

## 微細胞基地臺架設
行動電話時良好的通話品質是使用者最基本需求，行動電話公司依實際情況增加行動電話基地臺的架設數量，以為用戶提供更完整電波涵蓋服務。在大都會中一般行動電話基地臺網路架構大都採用微細胞基地臺，讓行動電話通化品質良好，而基地臺相互之間發射功率就僅維持基本設定值範圍，避免彼此間因為功率太強而相互干擾，造成所謂『蓋台』現象。亦即在都會區為維持一定通話品質，基地臺功率值不應該太大；相反地，郊外地區為了讓天線功率傳遞範圍越大越好，功率值會設定的較大。都會住宅區人口密集，為能於同時間滿足使用者需求，需要架設行動電話基地臺愈密集，更因此各基地臺間之輸出電磁波功率會愈低，而行動電話本身發射功率也自動調低。以上關於微細胞基地臺運作特性，相對地保證基地臺或行動電話所發出電磁波不得過強。

## 微細胞基地臺相對於廣播電臺或電視電臺
廣播或電視電臺有如演講臺，向大面積區域內發射電磁波，民眾僅能收視、聽節目，無法與播報員作即時溝通互動。行動通信係藉由基地臺發射或接收電磁波，提供雙向溝通管道，讓人可以有如面對面的交談，因此需考量較高的服務品質，要有完整適當的電磁波涵蓋範圍。所以，行動通信的建設方式就不可以像廣播電臺或電視電臺建設一般，只蓋幾個站臺就提供服務。

## 基地臺發射電磁波特性
基地臺電磁波輻射，具有如同燈塔照明的陰影效應，亦即照明的亮度，在燈塔的正前方最強，在正下方最弱。換言之，基地臺若設於頂樓，其正下方的人，最不受電磁波的影響。
此外，基地臺天線的電磁波輻射強度，隨著距離的增加，而快速衰減（在自由空間中，輻射強度與距離的平方成反比；一般地面環境由於受到遮蔽物的阻礙，輻射強度隨距離的增加，衰減程度更快）。因此，只要與基地臺天線維持適當的距離，就不必擔心受到電磁波輻射的影響。它跟我們生活週遭的許多事物所存在的電磁波是相同的；例如：電視機、電腦、電燈、電冰箱、冷氣機、音響等，甚至廣播電台、電視台、無線電計程車，或衛星行動通信等。自然環境中電磁波是如影隨形，無所不在。
1. 行政院環保署非屬原子能游離輻射管制網，電磁波知識，http://ivy1.epa.gov.tw/nonionized_net/default.aspx，2006。%5B%5D
2. 陳麗分. 鄰避現象與風險溝通－以大臺北地區基地臺管制爭議為例. 國立台北大學碩士論文. 2007.
3. 國家通訊傳撥委員會，行動電話基地臺電磁波問答集(Q&A)，http://www.ncc.gov.tw/，2009。%5B%5D
4. 程惠生. 認識行動電話系統與電磁波. 環境檢驗. 2001.